# Bataille d'Agordat (1941)
Pour les articles homonymes, voir Bataille d'Agordat.
Théâtre africain de la Seconde Guerre mondiale
Batailles
Affrontements
- Soudan
- Invasion italienne du Somaliland (Tug Argan)
- Côte française des Somalis
- Convoi BN 7
- Agordat
- Appearance
- Keren
- Saïo
- Amba Alagi
- Culqualber
- Gondar
- Guérilla italienne en Éthiopie

Articles associés
- Force Gidéon
- Résistance éthiopienne
- Flottille de la mer Rouge
- Desert Air Force
- East Indies Station
- East Africa Command

La bataille d'Agordat est un affrontement de la campagne d'Afrique de l'Est de la Seconde Guerre mondiale s'étant déroulé près d'Agordat en Érythrée du 26 au 31 janvier 1941. Elle opposa l'armée italienne du Corps royal des troupes coloniales aux forces britanniques du Commonwealth et indiennes. Les Britanniques eurent l'avantage de casser les codes et les chiffres italiens avant l'offensive grâce à quoi ils reçurent de nombreuses informations de sources italiennes sur l'ordre de bataille et les plans de la Regia Aeronautica et de l'armée italienne.
Après le retrait de la garnison des troupes italiennes et coloniales de Kassala au Soudan à la mi-janvier, l'offensive britannique en Érythrée prévue en février 1941 débuta en avance à la mi-janvier. La ville d'Agordat étant une excellente position défensive, l'avance britannique fut ralentie par des actions retardatrices et des routes minées ; l'attaque initia le 28 janvier sur le flanc gauche (nord), mais fut repoussée. Des combats acharnés eurent lieu sur les collines et la plaine en contrebas jusqu'au 31 janvier, lorsque les Britanniques attaquèrent derrière quatre chars Matilda et Bren Gun Carriers, détruisant facilement les chars italiens Fiat M11/39 et forçant l'infanterie à battre en retraite.
Pour éviter une coupure, les Italiens commencèrent une retraite désordonnée vers Keren, laissant derrière eux 1 000 prisonniers, plusieurs canons et 14 chars hors de combat ; 1 000 autres hommes furent capturés au cours de la poursuite britannique. La bataille d'Agordat vit certaines des opérations défensives les plus déterminées et efficaces de la guerre par les forces italiennes et locales. La bataille fut la première grande victoire de l'offensive britannique contre l'Afrique orientale italienne et  fut suivie de la bataille de Keren (5 février - 1er avril), qui conduisit à la chute du gouvernorat d'Érythrée.

## Contexte

### Prise de Kassala par les Italiens
Amedeo, Duc d'Aoste, vice-roi et gouverneur général de l'Afrique orientale italienne (Africa Orientale Italiana - AOI), commandant en chef du "Comando Forze Armate dell'Africa Orientale Italiana" (Commandement des forces armées de l'Afrique orientale italienne) et Generale d'"Armata Aerea" (Général de l'armée de l'air) ordonna une attaque italienne sur Kassala, au Soudan anglo-égyptien, le 4 juillet 1940, après que l'Italie eut déclaré la guerre à la Grande-Bretagne et à la France le 10 juin. Trois colonnes de forces italiennes et coloniales comprenant environ 6 500 hommes lancèrent l'assaut, soutenues par la Regia Aeronautica et quelques escadrons de cavalerie faisant office d'avant-garde.
Kassala est défendue par moins de 500 hommes des Forces de défense soudanaises (Sudan Defence Force - SDF), du major-général William Platt, le al-qa'id al-'amm [chef de l'armée], connu sous le nom de Kaid) et de la police locale, qui restent à l'abri pendant un bombardement de douze heures par la Regia Aeronautica, qui abat six chars italiens et inflige des pertes considérables aux attaquants. À 13 heures, la cavalerie italienne entre dans Kassala et les défenseurs se replient sur le pont de Butana, ayant perdu un homme tué, trois blessés et 26 disparus, dont certains rejoignent leurs unités,. Les pertes italiennes s'élèvent à 43 hommes tués et 114 blessés. À Kassala, la 12e Brigade coloniale construit des défenses antichars, des postes de mitrailleuses et des points d'appui.

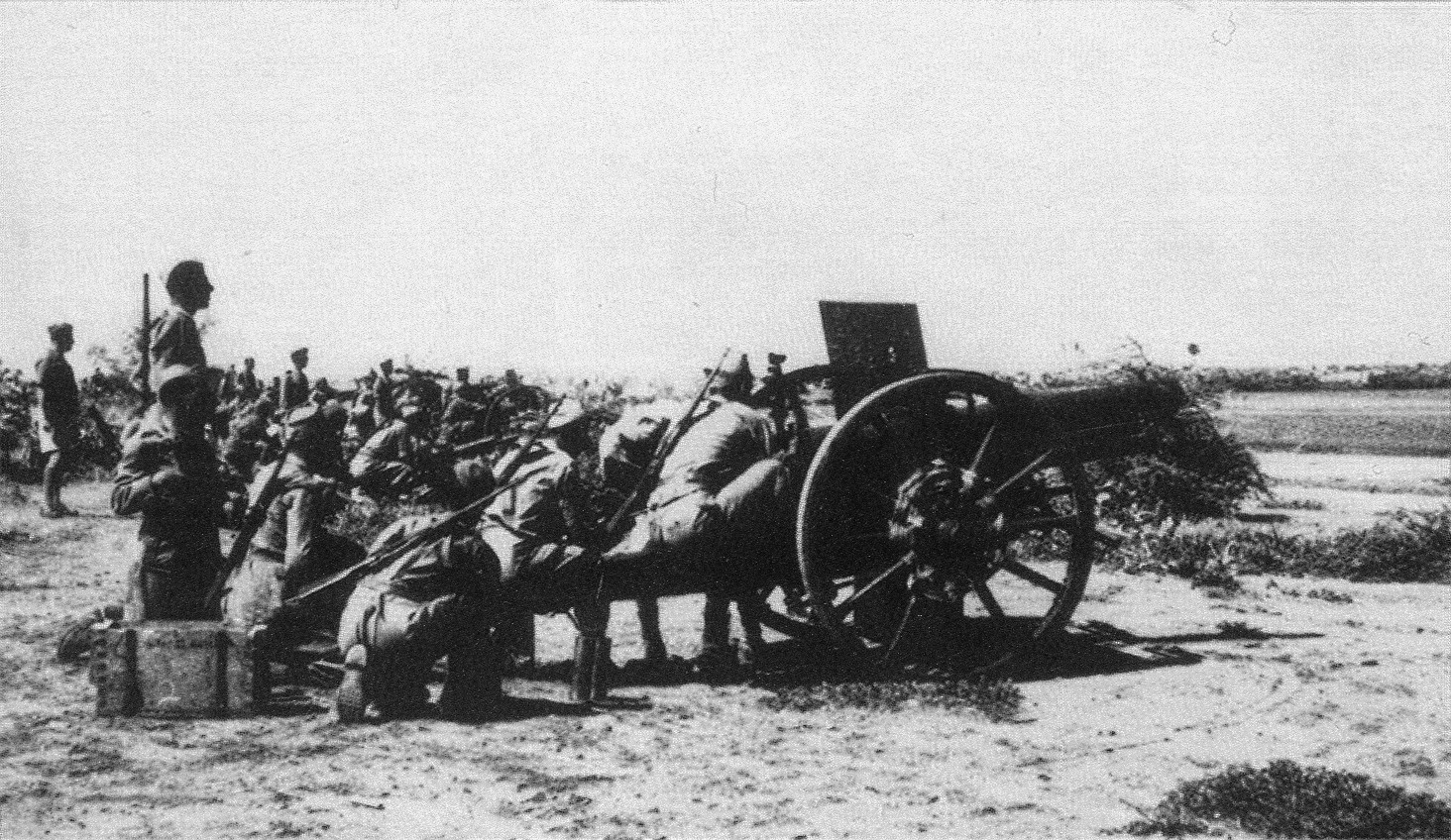
Tirs d'artillerie italiens sur Kassala

Pendant l'attaque italienne à Kassala, le général Pietro Gazzera, gouverneur de Galla-Sidamo, s'empare du fort soudanais de Gallabat avec un bataillon de troupes coloniales italiennes et de banda (irréguliers avec officiers italiens). Gallabat est placé sous le commandement du colonel Castagnola et fortifié. Karora fut occupée sans opposition et le 7 juillet, un autre bataillon colonial et une banda, soutenus par de l'artillerie et des avions, attaquèrent Kurmuk et vainquirent soixante policiers soudanais après un court engagement.
Les attaques italiennes avaient gagné un précieux point d'entrée au Soudan à Kassala et, en capturant Gallabat, elles ont rendu plus difficile le soutien des Britanniques aux combattants de la résistance éthiopienne indigène, les Arbegnoch (Patriotes), au Godjam. La perte de Kurmuk incite certains habitants à recourir au banditisme; l'opinion soudanaise locale est impressionnée par les succès italiens, mais la population de Kassala continue de soutenir les Britanniques et fournit de précieuses informations pendant l'occupation. Les SDF continuent d'opérer près de Kassala et le 5 juillet, une compagnie du 2e bataillon du Royal Warwickshire Regiment arrive à Gedaref; les Britanniques découvrent que des rumeurs exagérées de cette arrivée sont parvenues aux Italiens. Platt décide de bluffer les Italiens en leur faisant croire que des forces bien plus importantes se trouvent à la frontière soudanaise et une carte italienne capturée le 25 juillet montre qu'environ 20 000 soldats britanniques et soudanais se trouveraient dans la province de Kassala.

### Plans italiens

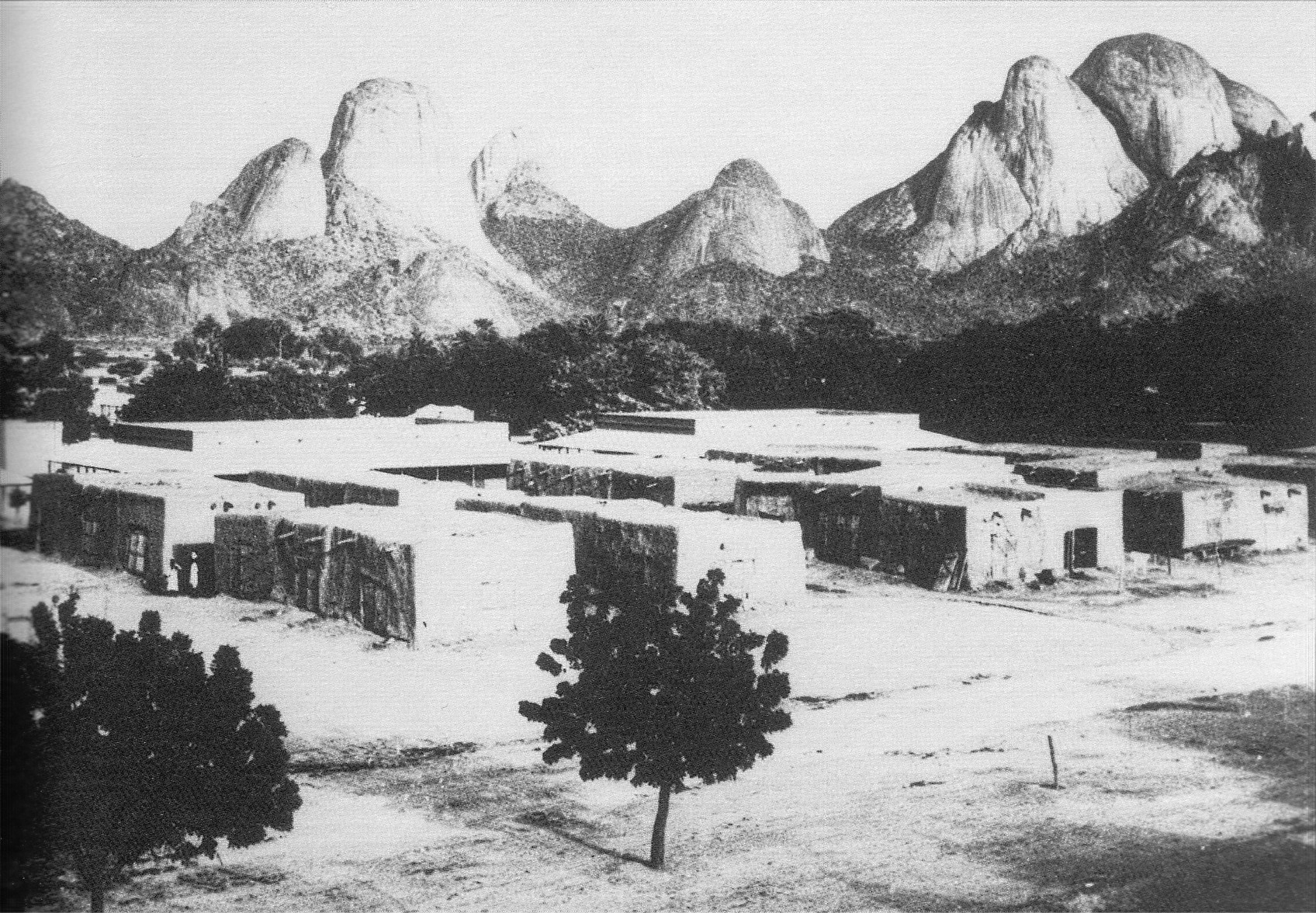
Kassala en 1940

Après la conquête du Somaliland britannique, les Italiens de l'AOI ont adopté une position plus défensive. À la fin de 1940, les forces italiennes avaient subi des défaites en Méditerranée (Campagne de la Méditerranée], dans le désert occidental (Opération Compass), dans la bataille d'Angleterre et dans la guerre italo-grecque. Le général Ugo Cavallero, nouveau chef d'état-major général italien à Rome, adopte une nouvelle stratégie en Afrique de l'Est. En décembre 1940, Cavallero ordonna aux forces italiennes en Afrique de l'Est de se concentrer sur la défense de l'AOI en se retirant vers de meilleures positions défensives,. Le 31 décembre, Frusci ordonna une retraite de la zone au nord de Kassala le long de la piste à l'est de Sabdaret avec des avant-postes à Serobatib et Adaret, avec une force mobile à Sabdaret comme réserve..
Plus tôt dans le mois, Frusci avait reçu l'ordre de Rome d'annuler les plans d'invasion du Soudan, de se retirer de Kassala et Métemma dans les plaines le long de la frontière entre le Soudan et l'Érythrée et de tenir les cols de montagne plus facilement défendus sur les routes Kassala-Agordat et Metemma-Gondar. Frusci était réticent à l'idée de se retirer des plaines, car ce serait une défaite de propagande après avoir annoncé que les Britanniques étaient sur le point d'attaquer et seraient vaincus. Kassala était également un important nœud ferroviaire; le tenir empêchait les Britanniques d'utiliser la voie ferrée pour transporter des fournitures de Port-Soudan, sur la côte de la mer Rouge, à la base de Gedaref.

### Plans britanniques
En novembre 1940, la Force Gazelle (l'unité de reconnaissance de la 4e division indienne d’infanterie) opéra à partir du delta de la rivière Gash contre les postes avancés italiens autour de Kassala sur le plateau éthiopien, où des collines de 610 à 910 mètres délimitent de larges vallées et où les pluies rendent la région en zone de malaria de juillet à octobre. Après un revers britannique à Gallabat en novembre, Wavell organisa une revue de la situation au Caire du 1er au 2 décembre. Avec l'imminence de l'opération Compass en Égypte, les forces britanniques en Afrique de l'Est devaient apporter leur aide aux Patriotes en Éthiopie et continuer à faire pression sur les Italiens à Gallabat. Kassala doit être reprise début janvier 1941, afin d'empêcher une avancée italienne plus profonde au Soudan et la 4e division d'infanterie indienne (major-général Noel Beresford-Peirse) doit être transférée d'Egypte au Soudan à partir de la fin décembre. Avec le succès de l'opération Compass, l'Afrique de l'Est est devenue la deuxième région en importance après l'Égypte, une stratégie dans laquelle la victoire sur les forces italiennes en Éthiopie devait être obtenue avant avril 1941.
Le transfert de la 4e division indienne dura jusqu'au début du mois de janvier 1941. Platt avait l'intention de commencer l'offensive sur le front nord le 8 février, avec une attaque en tenaille sur Kassala, par la 4e division d'infanterie indienne et la 5e division d'infanterie indienne (major-général Lewis Heath), moins une brigade chacune. Les nouvelles du désastre italien en Égypte, le harcèlement de la Force Gazelle et les activités de la Mission 101 en Éthiopie, amènent les Italiens à retirer leur flanc nord vers Keru et Wachai, puis le 18 janvier à se retirer précipitamment de Kassala, Tessenei et du triangle Keru, Biscia et Aicota. Wavell ordonna à Platt de commencer l'offensive de mars tôt le 9 février et de la lancer le 19 janvier, alors qu'il semblait que le moral des Italiens s'effritait. Les décryptages sans fil ont grandement aidé les préparatifs britanniques et la décision d'attaquer plus tôt que prévu. Le retrait italien conduit Wavell à ordonner une poursuite et les troupes arrivant à Port-Soudan (Force Briggs) à attaquer à Karora et à avancer parallèlement à la côte, à la rencontre des forces venant de l'ouest.

#### Ultra
Les Italiens de l'AOI avaient remplacé leurs codes en novembre 1940, mais à la fin du mois, la Government Code and Cypher School (GC&CS) en Angleterre et le Cipher Bureau Middle East (CBME) au Caire avaient cassé les codes de remplacement de la Regio Esercito et de la Regia Aeronautica. Un nombre suffisant de codes de bas niveau avait également été brisé pour révéler l'ordre de bataille italien et la situation de l'approvisionnement au moment où l'offensive britannique commençait le 19 janvier 1941. La dépendance de l'Italie à l'égard des communications sans fil, utilisant des fréquences sur lesquelles il était facile pour les Britanniques d'écouter aux portes, entraîna un flot d'informations allant du rapport quotidien du vice-roi aux plans opérationnels de la Regia Aeronautica et de la Regia Esercito. Parfois, les commandants britanniques avaient des messages avant leurs destinataires et le directeur adjoint des renseignements militaires au Caire rapporta plus tard que
...il ne pouvait pas croire qu'un commandant d'armée sur le terrain avait [jamais] été mieux servi par ses renseignements.....
- DDMI (ME)

## Prélude

### Retrait italien
La situation à la fin de l'année 1940 rend les villes soudanaises de Kassala et Gallabat intenables, ce qui conduit à la décision du commandement italien de les abandonner et de retirer les troupes vers l'Ethiopie et l'Erythrée. La 12e brigade coloniale italienne (général Orlando Lorenzini) à Kassala se retire dans la nuit du 17 au 18 janvier 1941, ce qui, pour les Britanniques, suggère que la situation en Égypte affecte la stratégie italienne en Afrique orientale et qu'une politique britannique plus audacieuse est justifiée. L'offensive britannique du Soudan prévue pour le 9 février est avancée au 19 janvier et Platt reçoit l'ordre d'organiser une poursuite vigoureuse. Pendant que la garnison de Gallabat reçoit l'ordre de rejoindre Gondar, la 12e brigade coloniale se retire méthodiquement vers le triangle Keru-Biscia-Aicota dans les contreforts des hauts plateaux érythréens, tout en opposant une certaine résistance à  Force Gazelle (colonel Frank Messervy), une unité motorisée des SDF, des 4e et 5e divisions d'infanterie indiennes.
Comme la Force Gazelle menaçait de déborder et d'encercler les forces italiennes en retraite, la cavalerie Amhara (lieutenant Amedeo Guillet) a reçu l'ordre de ralentir l'avance des Alliés pendant au moins 24 heures dans la plaine entre Aicota et Barentu en Érythrée. La cavalerie a contourné secrètement les forces anglo-indiennes et, à l'aube du 21 janvier, a lancé une charge de cavalerie surprise depuis leurs arrières. Cette charge a semé le désarroi entre les lignes du Commonwealth, mais alors que la cavalerie se préparait à charger à nouveau, les forces alliées se sont réorganisées et ont ouvert le feu sur la cavalerie Amhara, tandis que des unités blindées tentaient de les encercler. L'adjoint de Guillet, le lieutenant Renato Togni, chargea une colonne de chars Matilda avec son peloton de 30 soldats coloniaux qui furent tous tués, mais cela permit au reste de la cavalerie de se désengager. La charge a coûté à la cavalerie Amhara quelque 800 tués ou blessés mais a ralenti l'avance britannique suffisamment longtemps pour que la principale force italienne puisse atteindre Agordat.

### Agordat

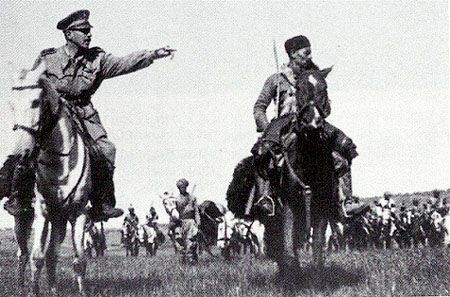
Le lieutenant Amedeo Guillet avec un spahi libyen et sa cavalerie.

Le terrain d'Agordat était une position défensive naturelle et les défenses bloquaient en grande partie une avancée du sud-ouest depuis Biscia et Barentu ; le flanc nord était barré par le lit de la rivière Baraka . Deux routes partant de Kassala menaient à Agordat, une piste au nord à travers Keru et Biscia, où la route s'améliorait, et la Via Imperiale, une route goudronnée à travers Tessenei, Aicota et Barentu. Les routes se rejoignaient à Agordat et passaient par Keren, la seule route vers Asmara. Agordat était une petite ville sur la rive nord de la rivière Baraka, un bras sec sauf pendant la saison des pluies, avec des palmeraies le long des berges. Au sud-ouest d'Agordat, se trouvait la crête de Laquetat, défendue par un fort à chaque extrémité, des enchevêtrements de fils de fer et un mur en béton. Au sud-est, les Italiens avaient construit des fortifications sur quatre affleurements rocheux et, au-delà, le mont Cochen, dont le sommet s'élève à 610 m au-dessus de la plaine.
Au nord et à l'est, les contreforts étaient plus rapprochés et la route de Barentu passait au sud entre Laquetat et le mont Cochen. La 4e division indienne fut envoyée à 64 km le long de la route vers Sabderat et Wachai, puis jusqu'à Keru dans la mesure où le ravitaillement le permettait. La 5e division indienne devait prendre Aicota, prête à se déplacer vers l'est jusqu'à Barentu ou vers le nord-est jusqu'à Biscia. En dehors des attaques aériennes, la poursuite n'est pas contrée jusqu'à la gorge de Keru, qui est tenue par une arrière-garde de la 41e brigade coloniale. La brigade bat en retraite dans la nuit du 22 au 23 janvier, laissant le général Ugo Fongoli, son état-major et 800 hommes prisonniers. Le 25 janvier, les forces alliées ont coupé la ligne de communication entre Agordat et Barentu. Le lendemain, l'artillerie de la 4e division indienne (5e brigade d'infanterie indienne et 11e brigade d'infanterie indienne) bombarde les défenses italiennes, tandis que les chasseurs Hawker Hurricane de la Force aérienne sud-africaine (South African Air Force - SAAF) détruisent la plupart des cinquante avions italiens à Asmara et Gura, obtenant ainsi la suprématie aérienne pour le reste de la campagne. Le 27 janvier, la plupart des deux divisions indiennes étaient proches d'Agordat et une brigade a fait demi-tour vers le sud, pour se déplacer à travers le pays vers Barentu.

## Bataille

### 28-30 janvier
Le 28 janvier, la 4e division indienne effectue un mouvement de débordement au nord d'Agordat vers le mont Itaberrè et le mont Caianac. Quatre chars Matilda Mark I du 7e RTR arrivent dans la journée. Le 4e bataillon du régiment sikh et le 3/1e bataillon du 1er régiment du Pendjab se rapprochent de Laquetat sans rencontrer d'opposition. Le 3/14e régiment du Pendjab avance prudemment dans la plaine et atteint le sommet du mont Cochen juste après la tombée de la nuit. Le 2e bataillon, du Queen's Own Cameron Highlanders, et le 1er bataillon (Wellesley's), 6th Rajputana Rifles, suivent à travers la plaine et, à la nuit tombée, se sont retranchés sur le flanc italien. Le 4e Sikh et le 3/2e Punjab attaquent la crête du Laquetat dans la nuit du 28 au 29 janvier mais sont repoussés et sont transférés dans la plaine, la Force Gazelle prenant le relais. Deux bataillons italiens avaient été envoyés pour renforcer le Mont Cochen pendant la nuit et les combats se poursuivirent tout au long du 29 janvier. Le 1er bataillon (Wellesley's) s'est déplacé jusqu'à la crête mais le 30 janvier, trois autres bataillons italiens sont arrivés et ont contre-attaqué, repoussant l'infanterie indienne. Une compagnie de chacun des bataillons indiens avait été détachée en raison du manque de mules et transportait les munitions, l'eau et la nourriture à la main, avec l'aide des sapeurs et mineurs du Bengale. Au cours de l'effort de ravitaillement, les porteurs ont dû laisser tomber leurs charges et fixer des baïonnettes, pour combler un vide dans la ligne. Les Italiens parviennent également à placer de l'artillerie de campagne derrière le mont Cochen, ce qui oblige les attaquants à se retirer et à réorganiser les deux bataillons indiens qui se sont dispersés sur la crête et dans les ravins. Trois bataillons indiens attaquent à nouveau et forcent les Italiens à reculer vers la route de Barentu. Dans la plaine, le 2e Cameron s'empare finalement d'un éperon connu sous le nom de Gibraltar et défait plusieurs contre-attaques italiennes au cours de l'après-midi.

### 31 janvier

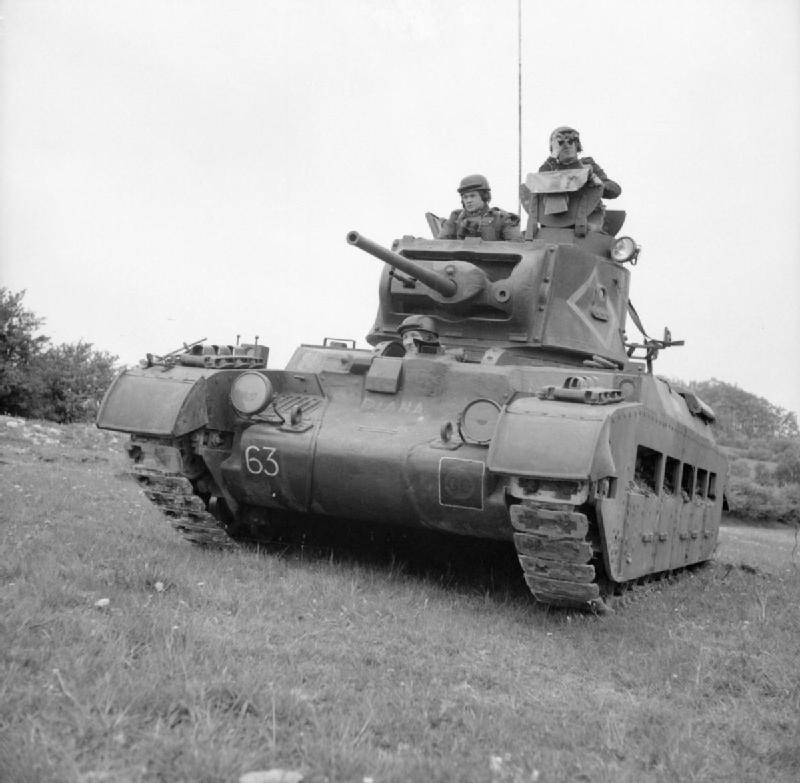
Exemplaire d'un char Matilda, photographié en Angleterre, le 29 juin 1941 (H10864)

L'attaque du mont Laquatat et du col entre le mont Laquatat et le mont Cochen (où les défenseurs étaient commandés par le colonel Luziani) est renouvelée par le 1er Bataillon, Royal Fusiliers derrière les quatre chars Matilda, pour franchir le dernier obstacle avant la plaine d'Agordat . L'assaut final a lieu de 11h00 à 14h00. L'assaut final se déroula de 11h00 à 14h00 avec l'infanterie anglo-indienne précédée par les chars Matilda qui écrasèrent les défenses italiennes en quelques minutes, submergèrent l'artillerie italienne et détruisirent onze M11/39 et des chenillettes Fiat L3, dont certains avaient pour équipage des volontaires allemands venus des navires du port de Massaoua.
Plusieurs contre-attaques des Askari et de la cavalerie Amhara à découvert échouent et le 3/1e Punjab passe à travers les Fusiliers pour attaquer quatre collines fortifiées, connues sous le nom de Tinker, Tailor, Soldier et Sailor. Tinker etTailor avaient été capturées à la tombée de la nuit et les Punjabis s'étaient retranchés pour faire face aux contre-attaques italiennes, mais celles-ci n'eurent pas lieu. Craignant d'être pris au piège si la route de Keren était coupée derrière eux, les défenseurs se sont retirés dans une certaine confusion vers Keren, tandis que l'infanterie indienne et britannique poursuivait vers Agordat. Les Britanniques ont fait 1 000 prisonniers ainsi que 14 chars endommagés, 43 canons et tout l'équipement lourd. Au cours de la poursuite, 1 000 autres prisonniers ont été faits et Agordat a été occupé le 1er février.

### Barentu

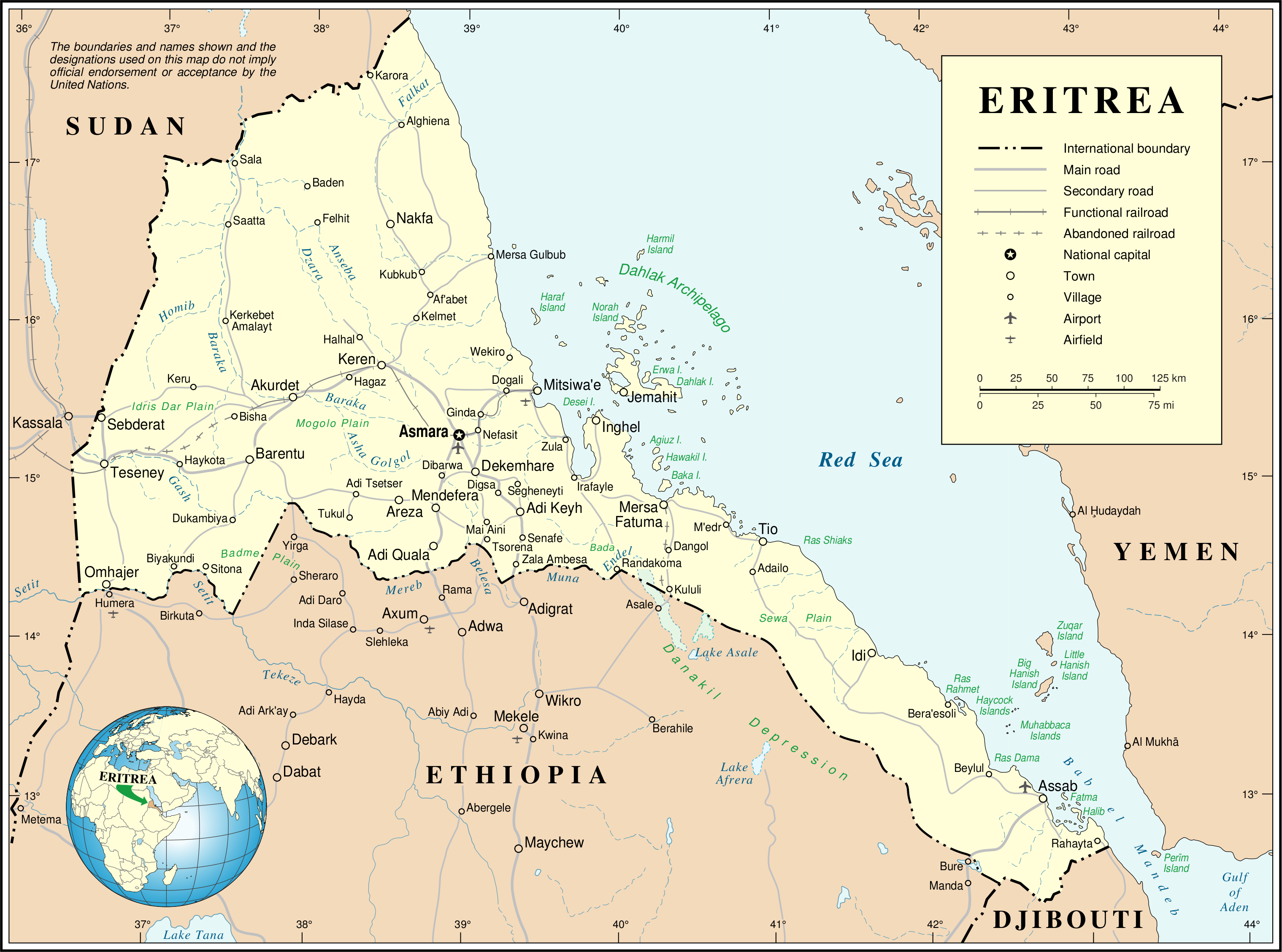
Carte de l'Érythrée établie par les Nations Unies

Barentu était une ville fortifiée avec un terrain d'aviation, dans une plaine entourée de collines escarpées, à environ 45 km d'une mine d'or à Guala. La ville est occupée par la 2e division coloniale (général Angelo Bergonzi) avec neuf bataillons d'infanterie (8 000 hommes), 36 chars et véhicules blindés et 32 canons de montagne répartis sur trois lignes de défense. Le 21 janvier, la 29e brigade d'infanterie indienne avance d'Aicota (Haykota) et se heurte à une brigade coloniale italienne sur la route de Barentu, jusqu'à ce que les défenseurs soient débordés par le 6e bataillon du 13th Frontier Force Rifles (6e FFR). Dans la soirée du 25 janvier, une autre arrière-garde est rencontrée ; une attaque avant l'aube est repoussée après que le 3e bataillon du 2nd Punjab Regiment ait capturé son objectif, mais le 1er bataillon du Worcestershire Regiment se perd dans l'obscurité, laissant le flanc du 6e FFR découvert et les défenseurs contre-attaquent. Un autre effort, le 26 janvier, permet de faire quelques progrès et les Italiens se retirent pendant la nuit. Le 28 janvier, les Indiens ont attaqué une autre position de blocage et ont forcé les Italiens à se replier sur une position située à 9,7 km de Barentu, où les défenseurs ont résisté pendant trois jours,.
La 10e brigade d'infanterie indienne, qui avançait vers le sud depuis Agordat, découvrit que des rochers et d'énormes blocs rocheux sur les pentes au-dessus de la route avaient été dynamités pour bloquer la route. Les défenseurs menèrent un autre combat d'arrière-garde déterminé tandis que les ingénieurs indiens dégageaient les obstructions. Le 31 janvier, le 1er Worcester s'empare des hauteurs à l'ouest, malgré une chaleur étouffante, la soif, se déplaçant à travers des buissons d'épines qui déchirent les vêtements et entaillent la peau, sur un sol sec et friable. Les Italiens ont été forcés d'abandonner deux lignes de défense, mais ils s'y étaient préparés et ont surveillé leurs positions pour faire feu sur eux au mortier et à la mitrailleuse, forçant le 1er Worcester et les troupes indiennes voisines à reculer. Une compagnie de mitrailleuses de la SDF a trouvé une piste et a pu déborder les défenseurs et attaquer par l'est. Alors que la nouvelle de la chute d'Agordat se répandait, la garnison s'est retirée le long des pistes vers Adi Ugri et le long de la route Asmara-Adoua dans la nuit du 1er au 2 février, laissant derrière elle environ deux bataillons d'hommes qui ont été faits prisonniers, ainsi que leurs armes et plusieurs chars moyens et légers. Les premières troupes britanniques et indiennes à Barentu trouvèrent de la nourriture chaude dans les cuisines de campagne italiennes. La retraite des restes de la 2e division coloniale fut poursuivie par le 2e groupe de mitrailleuses et, le 8 février, les Italiens abandonnèrent leurs véhicules et se dispersèrent dans les collines.

## L'après bataille

### Analyse

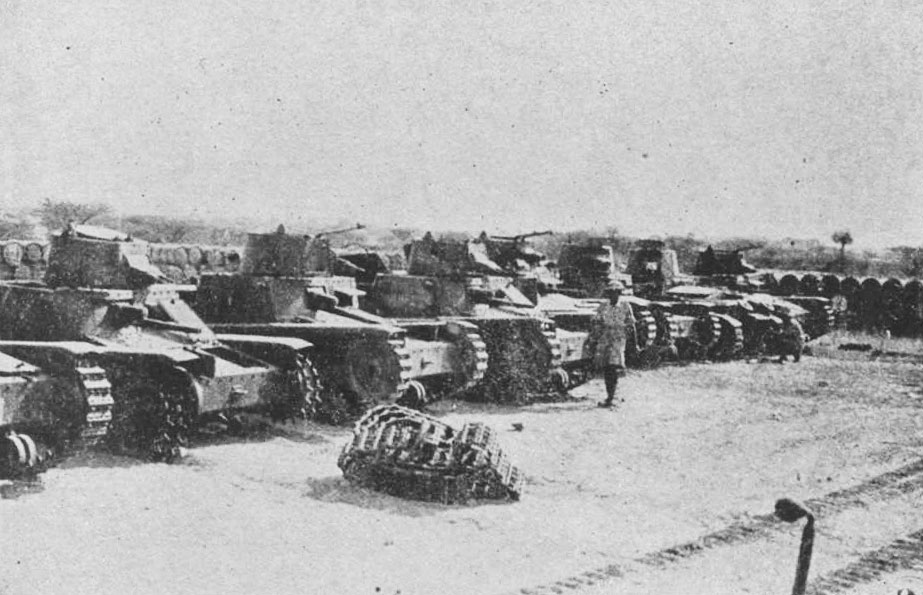
Chars italiens M11/39 capturés après la bataille d'Agordat.

En deux semaines, les Britanniques avaient avancé de 210 km, mené quatre actions, fait 6 000 prisonniers et pris 80 canons, 26 chars et 400 camions. Un message du duc d'Aoste a été retrouvé dans lequel il ordonnait de défendre Agordat et Barentu jusqu'au dernier homme, car le terrain annulerait la supériorité britannique en chars et véhicules à roues. Les défenseurs avaient plutôt battu en retraite et les Britanniques se sont rendu compte que le reste de la force italienne en Érythrée était encore bien équipée, lorsque 300 fusils, des milliers de munitions et des grenades à main ont été récupérés. Les défenseurs italiens et coloniaux d'Agordat avaient mené une défense déterminée mais Lorenzini avait gardé la 42e brigade au sud de la Baraka (rivière Barka) et avait négligé l'occasion de l'envoyer contre-attaquer sur le flanc nord des attaquants.
Les forces britanniques avaient été contraintes d'arrêter leur poursuite sur la Barka, où le seul pont avait été dynamité et des mines terrestres posées dans le lit de la rivière. Les retraites italiennes avaient été assez bien organisées et, bien que les Britanniques les aient suivies aussi rapidement que possible, ils manquaient de mobilité ; le soutien aérien de la Royal Air Force (RAF) était limité par la distance entre leurs aérodromes et la ligne de front. Les aérodromes de la Regia Aeronautica à Sabderat et Tessenei sont pris en charge dès que possible et des attaques aériennes sont lancées contre les colonnes de marche italiennes, la voie ferrée et les aérodromes italiens restants en Érythrée. De la mi-janvier à la mi-février, la Regia Aeronautica perd 61 appareils, dont 50 au combat ou au sol. Après l'action de retardement à Agordat, la 4e division coloniale a le temps de se retirer le long d'un chemin vers le nord, semant mines et démolitions au passage. Le 3 février, Wavell ordonna à Platt de prendre Keren et Asmara.

### Pertes humaines
Au cours de la bataille et de la retraite d'Agordat, 1 500 à 2 000 soldats italiens et locaux sont faits prisonniers,. À partir d'Agordat, de Barentù et de la retraite vers Keren, les forces italiennes et coloniales subissent des pertes de 179 officiers, 130 sous-officiers, 1 230 Italiens et 14 686 Àscari d'autres grades, soit un total de 15 916 soldats. Les Italiens ont perdu 96 canons, 231 mitrailleuses, 329 fusils automatiques, 4 331 animaux de trait, 387 véhicules, 36 chars M11/39 et des chenillettes L3. En 2014, Del Boca a écrit que 1 289 soldats italiens ont été tués autour de Gondar de juin 1940 à la fin de la campagne, 407 des pertes ayant été subies en novembre 1941.